# Шерми, Джо
Джо Шерми (англ. Joe Schermie) (12 февраля 1946 — 25 марта 2002) — американский бас-гитарист, наиболее известен как участник поп-рок группы Three Dog Night.

## Биография
Родился в Мадисоне, штат Висконсин.
Будучи оригинальным бас-гитаристом Three Dog Night он записал вместе с группой 6 альбомов и 21 сингл. В 1973 году, разочаровавшись в своей роли в коллективе, он покинул группу и создал сольный проект SSFools, который включал бывших участников Three Dog Night и вокалиста группы Toto Бобби Кимболла. Позже он отыграл несколько концертов с Чаком Негроном (также бывшим участником группы Three Dog Night). В дальнейшем он работал со Стивеном Стиллсом, Ивонн Эллиман и другими. В 2000 году Шерми вместе с оригинальным барабанщиком Three Dog Night, Флойдом Снидом появился в кулинарном шоу Food Rules. Это было его последнее появление на телевидении.
В 2002 году Шерми скончался от сердечного приступа. Ему было 56 лет.